# Los Charrúas
Los Charrúas är en ort i Argentina.   Den ligger i provinsen Entre Ríos, i den nordöstra delen av landet, 400 km norr om huvudstaden Buenos Aires. Los Charrúas ligger 72 meter över havet och antalet invånare är 3 414.
Terrängen runt Los Charrúas är mycket platt. Runt Los Charrúas är det ganska glesbefolkat, med 21 invånare per kvadratkilometer.. Los Charrúas är det största samhället i trakten.
Trakten runt Los Charrúas består i huvudsak av gräsmarker.